# آجری‌آسیادندان
آجری‌آسیادندان (نام علمی: Plinthogomphodon) نام یک سرده از راسته ددکاوان است.